# جيم فاليلي
جيم فاليلي (بالإنجليزية: Jim Vallely)‏ هو كاتب سيناريو أمريكي، ولد في 30 أغسطس 1954 في East Brunswick, New Jersey ‏ في الولايات المتحدة.

## وصلات خارجية
- جيم فاليلي على موقع IMDb (الإنجليزية)
- جيم فاليلي على موقع ألو سيني (الفرنسية)
- جيم فاليلي على موقع قاعدة بيانات الفيلم (الإنجليزية)
- جيم فاليلي على موقع كينوبويسك (الروسية)